# Yanagawa, Fukuoka
Yanagawa (japanska: 柳川市 ?, Yanagawa-shi) är en stad i Fukuoka prefektur i Japan. Staden fick stadsrättigheter 1952.